# 송파나루역
송파나루역(松坡나루驛, Songpanaru station)은 서울특별시 송파구 송파동, 방이동에 위치한 서울 지하철 9호선의 전철역이다.

## 역명 유래

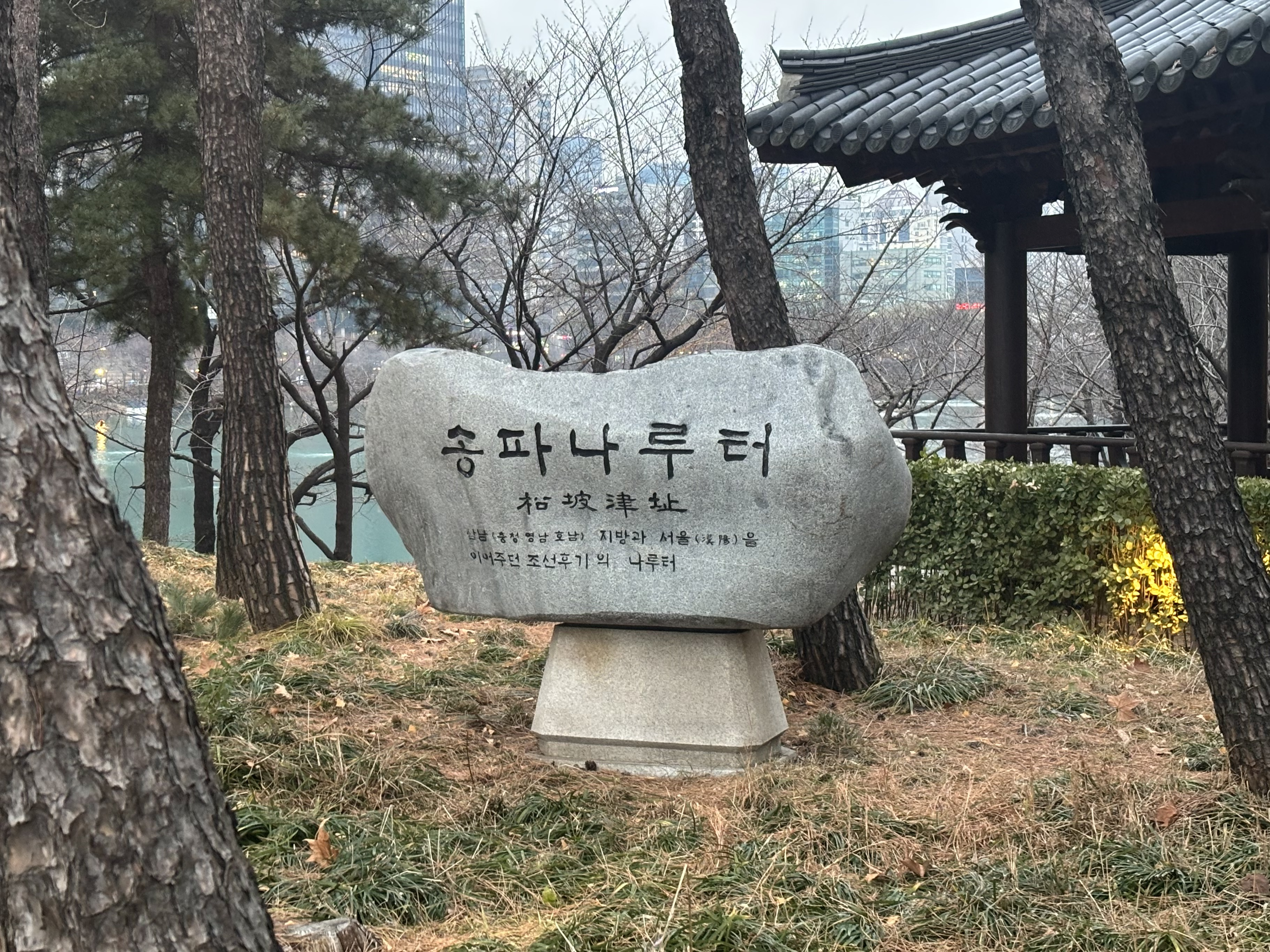
송파나루 터

1925년에 일어난 을축년 대홍수 이전까지 지금의 석촌호수 남쪽에 송파강에서 한강으로 건너가기 위한 나루터가 있었다고 하여 붙여졌다.

## 역사
- 2018년 8월 9일: 송파나루역으로 역명 확정[1]
- 2018년 12월 1일: 서울 지하철 9호선 3단계 개통과 함께 영업 개시[2]

## 역 구조
역사는 대합실이 지하 1층, 승강장이 지하 2층으로 이루어져 있는 지하역이다. 

### 승강장
1면 4선의 섬식 승강장을 갖춘 역이며, 통과선 2선이 승강장 옆에 있다. 일부 시간대를 제외하고 급행열차의 추월이 이루어진다. 승강장에는 스크린도어가 설치되어 있다.
| 석촌 ↑      |
| \| 상 하 \| |
| ↓ 한성백제  |

| 하행 | ● 서울 지하철 9호선 | 일반 종합운동장 · 선정릉 · 신논현 · 노량진 · 김포공항 · 개화 방면 |
| 상행 | ● 서울 지하철 9호선 | 일반 한성백제 · 올림픽공원 · 둔촌오륜 · 중앙보훈병원 방면         |

## 역 주변
- 방이동 백제 고분군
- 방이시장
- 방이맛골(먹자골목)
- 석촌호수 동호
- 송리단길
- 송파구청
- 방산고등학교

## 사진

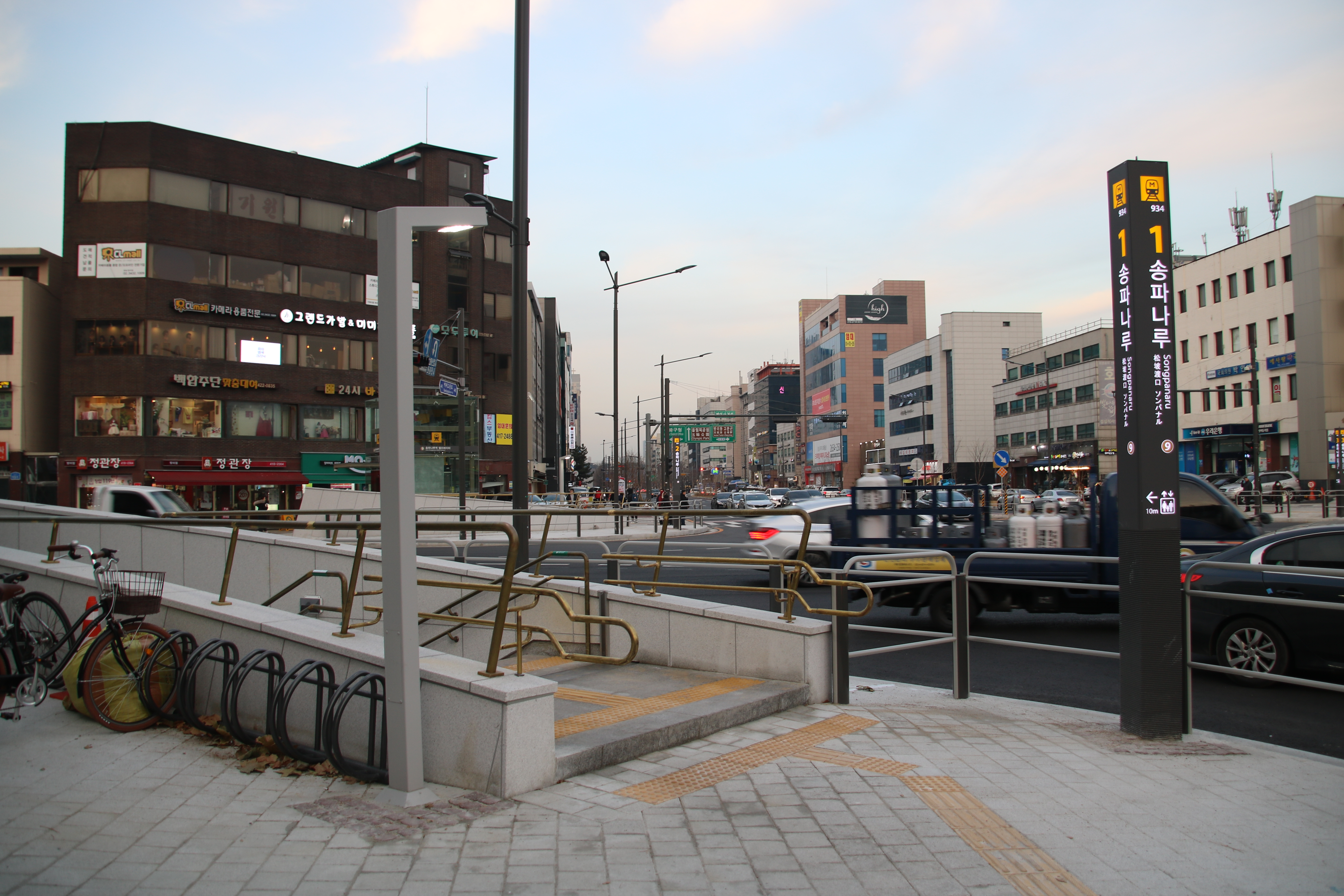
1번 출입구
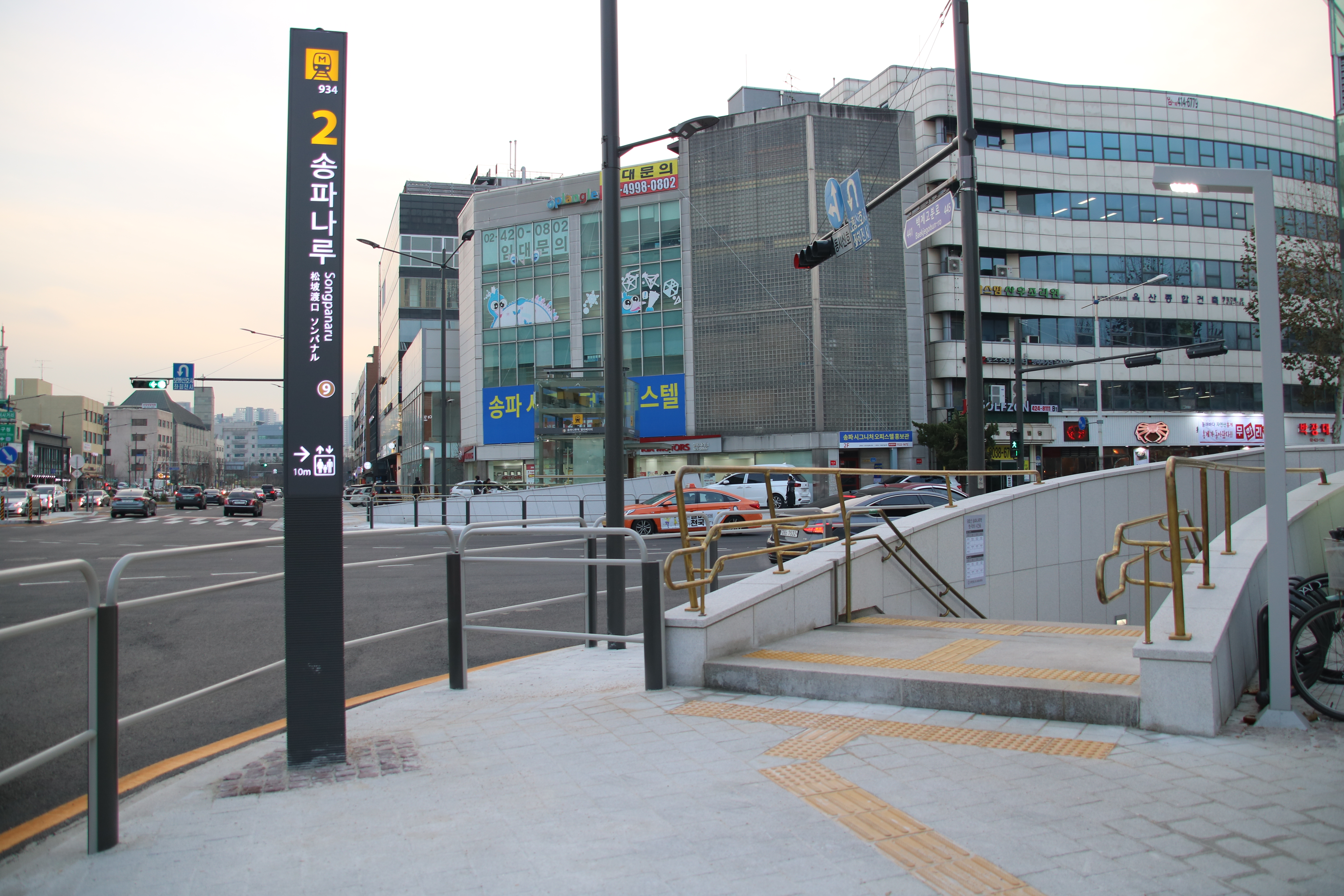
2번 출입구
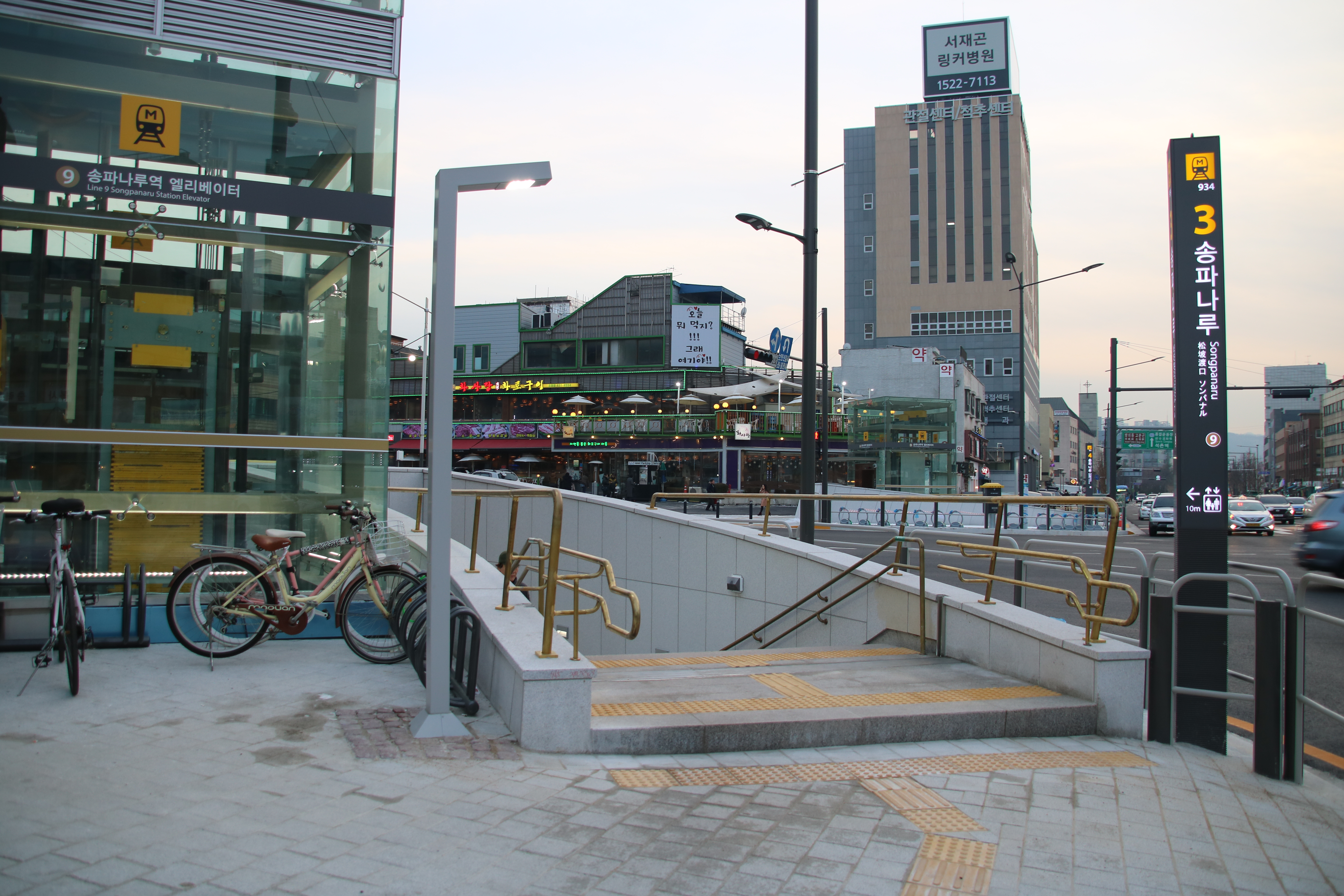
3번 출입구
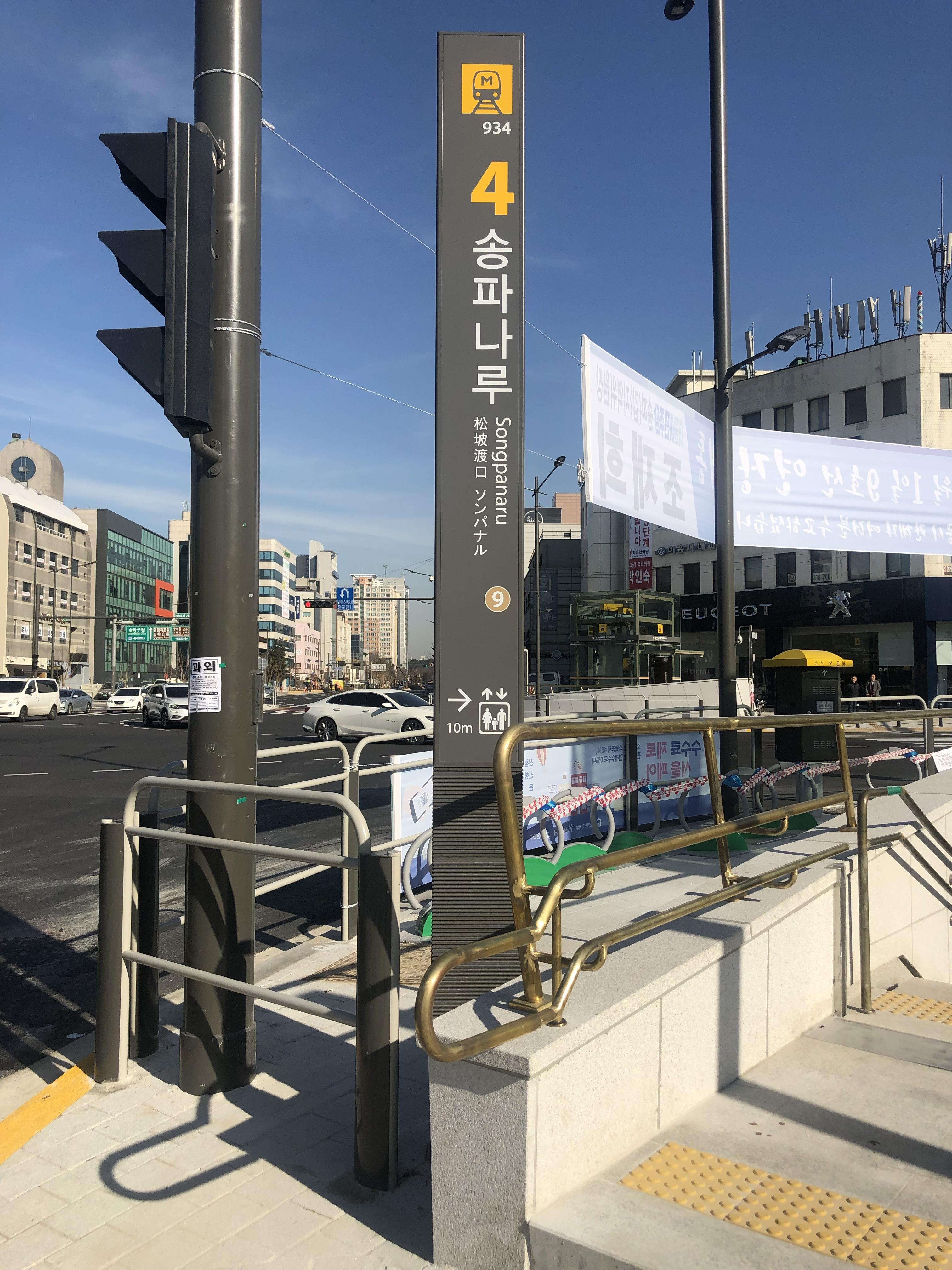
4번 출입구
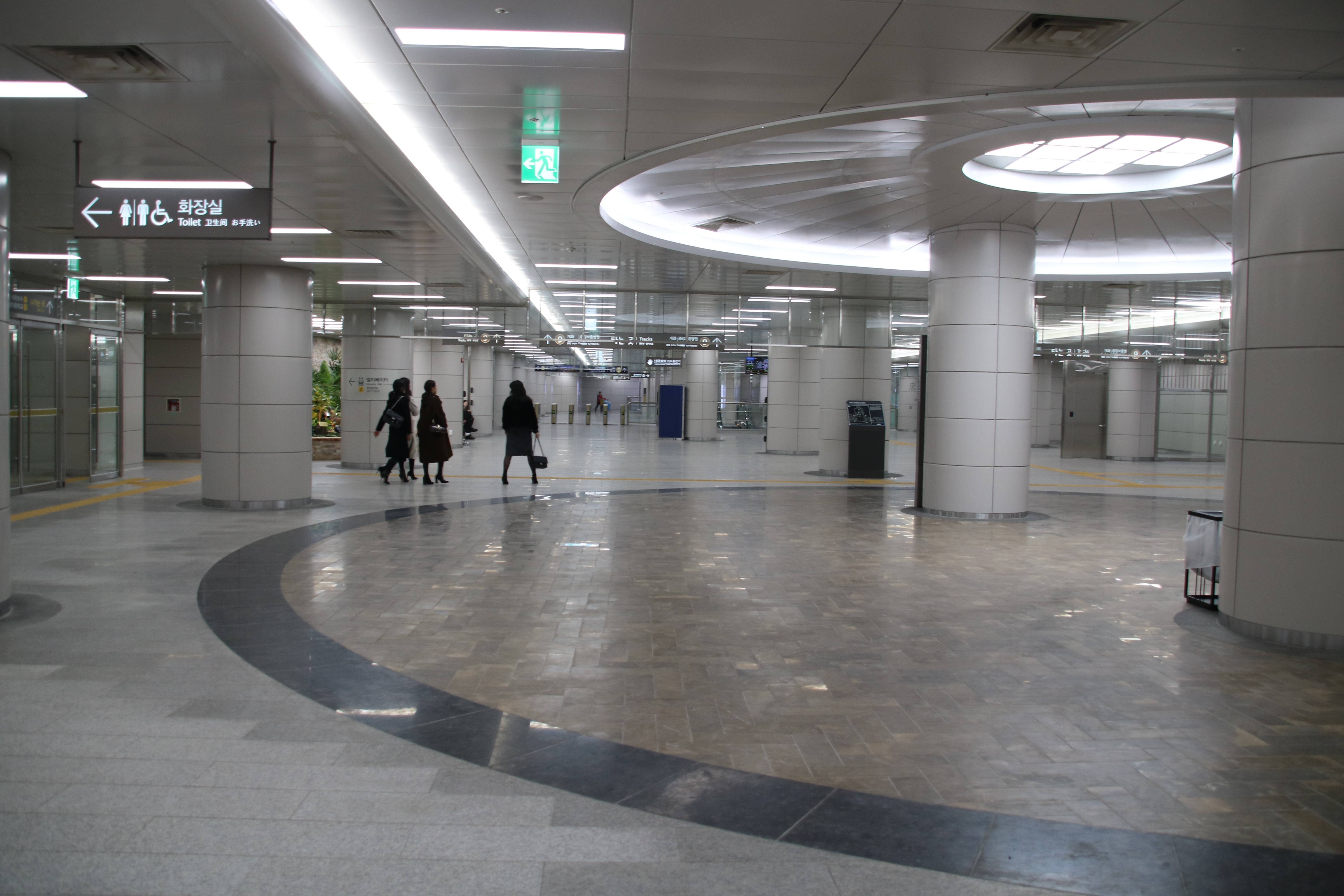
대합실

## 인접한 역
| ● 서울 지하철 9호선 | ● 서울 지하철 9호선      | ● 서울 지하철 9호선            |
| ------------------- | ------------------------ | ------------------------------ |
| 933 석촌 개화 방면  | ● 서울 지하철 9호선 일반 | 935 한성백제 중앙보훈병원 방면 |